# 海尔特·阿德里安斯·博姆哈德

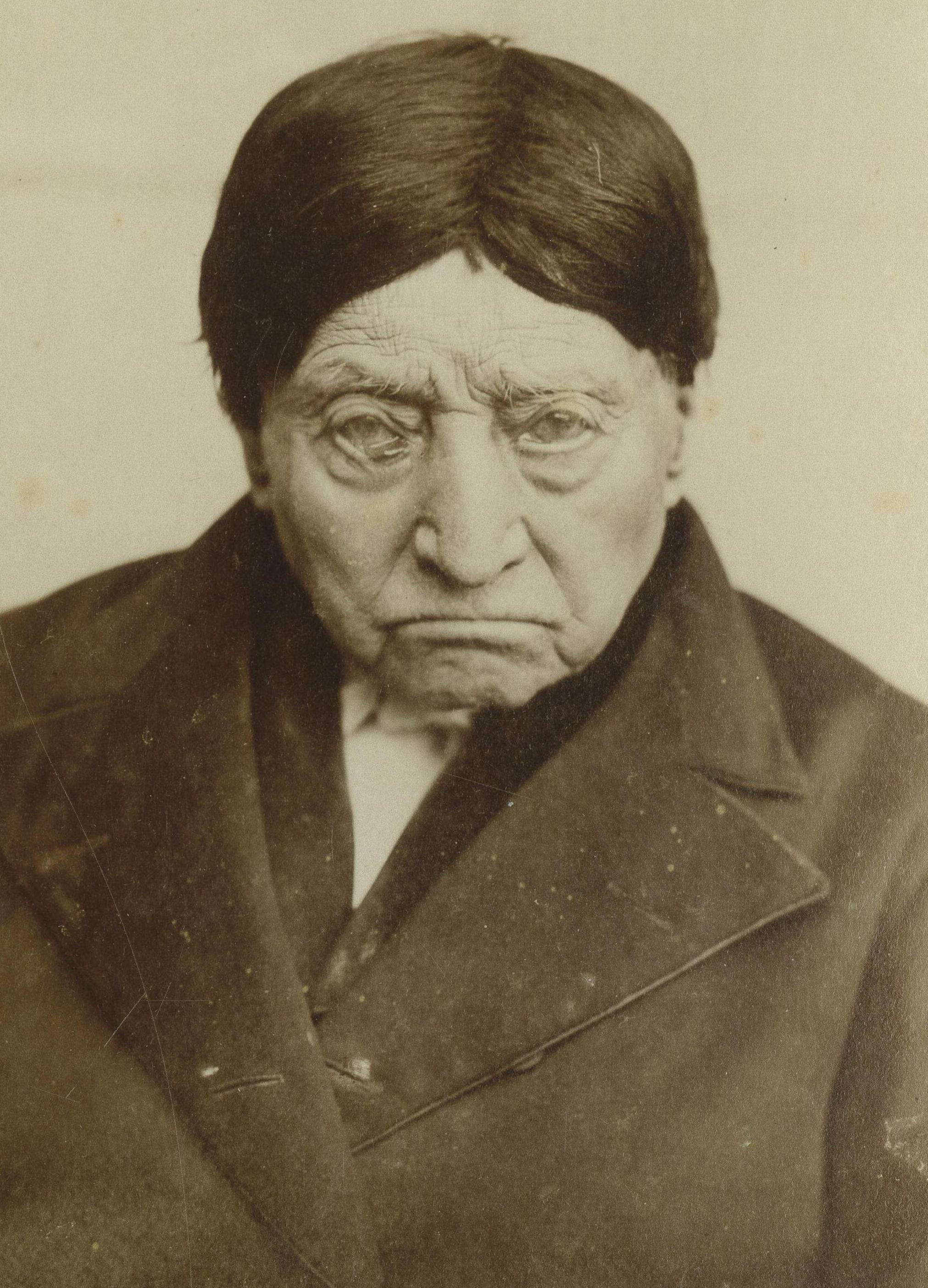
100岁（1888年）

海尔特·阿德里安斯·博姆哈德（荷蘭語：Geert Adriaans Boomgaard；1788年9月21日—1899年2月3日），为一位荷兰超级人瑞，被学者普遍認为为拥有记录第一位经过验证超级人瑞，亦为出生于18世纪里僅拥有两位超级人瑞其中一位。另外一位为根西岛超级人瑞玛格丽特·安·尼夫。
1902年10月1日，根西岛超级人瑞玛格丽特·安·尼夫以110岁136天超越海尔特·阿德里安斯·博姆哈德纪录，成为拥有记录经过验证在世最长寿者。
1960年2月21日，美国超级人瑞罗伯特·厄利以110岁136天超越海尔特·阿德里安斯·博姆哈德纪录，成为拥有记录经过验证最长寿男性。

## 參看
- 最长寿者#早期的超级人瑞（1954年前，已认证）[[[Wikipedia:格式手册/链接#章節|錨點失效]]]
- 让娜·卡尔门
- 木村次郎右衛門